# 채린 (2003년)
채린(2003년 6월 26일 ~ )은 대한민국의 아이돌이다.

## 경력
- 그룹 '헤이걸스' 멤버